# دينيس كولن
دينيس كولن (بالفرنسية: Denis Colin)‏ هو مؤلف موسيقى تصويرية فرنسي، ولد في 24 يوليو 1956 في فانف في فرنسا.

## وصلات خارجية
- دينيس كولن على موقع IMDb (الإنجليزية)
- دينيس كولن على موقع ميوزك برينز (الإنجليزية)
- دينيس كولن على موقع أول ميوزيك (الإنجليزية)
- دينيس كولن على موقع ديسكوغز (الإنجليزية)